# 2008 en Italie
Chronologie de l'Italie
- 2004
- 2005
- 2006
- 2007
- 2008
- 2009
- 2010
- 2011
- 2012

2006 par pays en Europe - 2007 par pays en Europe - 2008 par pays en Europe - 2009 par pays en Europe - 2010 par pays en Europe
2006 en Europe - 2007 en Europe - 2008 en Europe - 2009 en Europe - 2010 en Europe

## Événements

### Janvier 2008
- Mardi 11 janvier 2008 : l'église catholique italienne, évoquant « les progrès de la science en matière de vie humaine », demande une révision de la loi de 1978 sur la légalisation de l'avortement. Le cardinal Giovanni Bagnasco, président de la Conférence épiscopale italienne, demande au législateur de formuler des lois qui « respectent davantage la vie humaine ». Les avortements ont diminué de 234 000 en 1982 à quelque 130 000 en 2007.

- Lundi 21 janvier 2008 : les policiers découvrent dans une villa de Nuoro (centre de la Sardaigne), une Française séquestrée depuis début décembre 2007 par la secte de la Scientologie dans des conditions d'hygiènes inhumaines. Elle aurait subi des sévices[1].

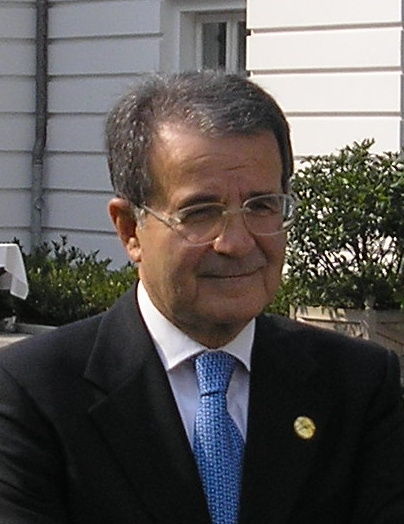
Romano Prodi
(janvier 2007)

- Jeudi 24 janvier 2008 : le président du Conseil, Romano Prodi, présente au président de la République, Giorgio Napolitano, sa démission, après que le Sénat ait refusé de lui renouveler sa confiance.

### Mars 2008
- Vendredi 7 mars 2008 : le conseil d'administration d'Alitalia accepte la proposition de rachat d'Air Frane-KLM pour 140 M€ (1 action Air France-KLM pour 160 actions Alitalia), cependant l'accord est lié définitif dépend d'un certain nombre d'autres interlocuteurs (gouvernement italien, Commission européenne et syndicats). Le projet comprend une importante restructuration industrielle : suppression de 1 600 emplois sur dix mille, vente de la filiale Alitalia Servizi, arrêt de la plate-forme aéronautique de Milan-Malpensa.

- Samedi 15 mars 2008 : ouverture du procès Parmalat, mise en faillite frauduleuse en novembre 2003, avec une dette de 14,5 milliards d'euros. Quelque 35 000 petits porteurs se sont regroupés dans une procédure collective.

- Jeudi 27 mars 2008 : à la suite du scandale de la mozzarella de bufflonne contaminée à la dioxine, la commission européenne somme l'Italie de prouver qu'elle est capable d'éviter une crise alimentaire.

- Vendredi 28 mars 2008 : l'agence Ansa publie sur son site internet une liste de 390 italiens figurant sur la liste des titulaires de comptes secrets au Liechtenstein.

### Avril 2008
- Mardi 1er avril 2008 : la compagnie nationale Alitalia réduit drastiquement le nombre de vols quotidien sur l'aéroport de Milan-Malpensa de 177 à 50. Parmi les autres compagnies aériennes, Lufthansa exploite 372 vols par semaine et Air One en exploite 316.

- Vendredi 4 avril 2008 : scandales dans le milieu viticole. Quatorze producteurs renommés auraient élaboré du Brunello-di-montalcino (150 € la bouteille) avec des raisins en provenance d'autres régions. D'autre part une vingtaine de producteurs entre Bologne et Vérone auraient vendu quelque soixante-dix millions de bouteilles de vin frelaté contenant du moût, de l'eau, diverses substances chimiques, de l'engrais et de l'acide chlorhydrique.

- Dimanche 13 avril 2008 : élections législatives.

- Mardi 15 avril 2008 :

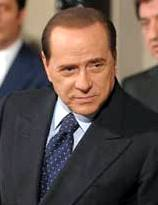
Silvio Berlusconi
(mai 2008)

  - Victoire du chef de file de la droite, Silvio Berlusconi, aux élections législatives et sénatoriales :
    - Au Parlement : à droite 357 sièges : Peuple de la liberté (272 sièges), Ligue du Nord (60 sièges), Mouvement pour l'autonomie (25 sièges); au centre : Union des démocrates chrétiens et du centre (36 sièges), partis régionalistes (3 sièges); à gauche 239 sièges : Italie des valeurs (28 sièges), Parti démocratique italien (211 sièges). 12 sièges des Italiens à l'étranger ne sont pas encore attribués.
    - Au Sénat : à droite 171 sièges : Peuple de la liberté (144 sièges), Ligue du Nord (25 sièges), Mouvement pour l'autonomie (2 sièges); au centre : Union des démocrates chrétiens et du centre (3 sièges), divers (5 sièges); à gauche 130 sièges : Italie des valeurs (14 sièges), Parti démocratique italien (116 sièges). 6 sièges des Italiens à l'étranger ne sont pas encore attribués et 7 sénateurs ont été nommés à vie.

  - Silvio Berlusconi entend s'attaquer à la modernisation de l'État qu'il estime « sclérosé et coûteux » et à la dépression économique, mais annonce cinq années difficiles m'attendent, le Corriere della Serra avertit que cette fois la droite n'aura plus d'alibi. Durant la campagne, il n'a promis ni baisses d'impôts spectaculaires ni dépenses excessives et n'a annoncé que des « mesures prudentes et parcimonieuses ».
    - Parmi les premières mesures institutionnelles qu'il considère comme urgentes : réforme de la Constitution, reconfiguration des missions du Parlement, nouvelle loi électorale, ce qui implique une entente avec la gauche pour obtenir la majorité des deux tiers requises.
    - Parmi les mesures économiques prioritaires : investissements d'infrastructures et baisse de la dette publique, mais aussi, résolution du problème des ordures de Naples, sauvetage d'Alitalia, abolition de la vignette sur l'automobile et les deux-roues.

  - La Ligue du Nord, parti populiste, double son score (8,3 %, 3 millions d'électeurs) et obtient 60 députés et 26 sénateurs. Elle devient le troisième parti du pays. Elle progresse au Piémont et dans l'Émilie-Romagne. Son chef Umberto Bossi exige « des réformes immédiates ou nous perdrons patience ». En tête de ses revendications : le fédéralisme fiscal, la défense de l'aéroport de Milan-Malpensa, des lois très restrictives sur l'immigration clandestine, la fermeture des campements de Tziganes et une répression particulière contre la criminalité d'origine étrangère[2].

- Mercredi 16 avril 2008 : l'ancien président du Conseil, Romano Prodi, démissionne de la présidence du Parti démocrate (gauche). Il est accusé par Walter Veltroni d'être en partie responsable de la lourde défaite car les Italiens ont eu un jugement négatif sur ses vingt mois de gestion. Prodi estime que Veltroni a pris un risque politique important en mettant fin en décembre 2007 à l'union de gouvernement entre le parti démocrate, les libéraux de gauche et les communistes, cependant les élections ont désormais permis d'éliminer complètement du Parlement la gauche radicale (communistes, socialistes et Verts), laissant le champ libre au parti démocrate pour redéfinir ses objectifs et sa stratégie, avec un rapprochement avec les centristes de Pier Ferdinando Casini (36 députés, 3 sénateurs, 5,6 % des suffrages) [3].

- Jeudi 17 avril 2008 : le président russe Vladimir Poutine est le premier à rendre visite en Sardaigne à son ami, Silvio Berlusconi pour le féliciter chaleureusement de sa victoire aux élections. En juillet 2001, Berlusconi avait été le promoteur de l'élargissement du G7 à la Russie et en 2003, il avait défini la politique russe en Tchétchénie comme un problème intérieur russe, et depuis toujours défend l'idée que la Russie appartient à l'Occident. Lors des deux jours d'entretien, il sera question de l'entrée de Gazprom sur le marché italien de l'énergie, sur l'entrée d'Aeroflot dans le capital d'Alitalia et d'un accord de coopération contre les feux de bosquets et de forêts.

- Dimanche 20 avril 2008 : le viol d'une jeune étudiante, fille d'un diplomate du Lesotho par un immigré roumain en situation irrégulière, relance le débat sur la sécurité et l'immigration, d'autant plus qu'un rapport récent fait état que sur les 4 663 viols commis l'année dernière dans le pays, un tiers sont attribués à des ressortissants étrangers, clandestins en majeure partie. La Ligue du Nord exige des décrets adéquats dès le prochain conseil des ministres.

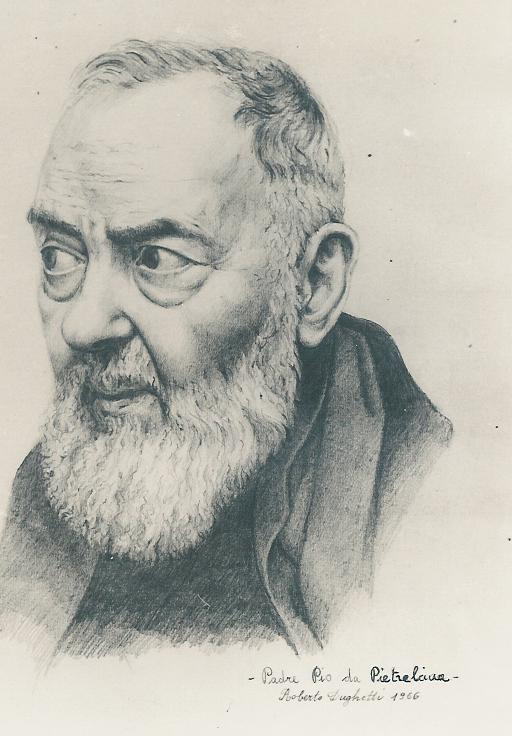
Padre Pio

- Jeudi 24 avril 2008 : début de l'exposition du corps de Padre Pio, le saint le plus populaire en Italie, dans l'église San Pio di Pietrelcina de San Giovanni Rotondo (région des Pouilles). La messe a été célébrée par le cardinal Saraiva Martins, envoyé par le Vatican. L'exhumation a été faite le 3 mars dernier et plus de 750 000 visiteurs sont attendus dans les prochains mois. Le saint avait été béatifié en 1999 et canonisé en 2002.

- Dimanche 27 avril 2008 : lors des élections municipales de Rome, Gianni Alemanno (50 ans), candidat du Peuple de la liberté de Silvio Berlusconi, a battu, par 53,6 % contre 46,4 %, l'ancien maire de catholique de gauche, Francesco Rutelli, qui briguait la succession de Walter Veltroni, maire de gauche sortant. Gianni Alemanno est membre de l'Alliance nationale de Gianfranco Fini, il a aussi reçu le soutien politique des milieux néofascistes qu'il a autrefois fréquentés. Parmi ses promesses de campagne : l'expulsion des immigrés coupables de délits, le démantèlement des campements tziganes, le renforcement des effectifs et des moyens de la police, une politique de « Tolérance zéro » et la mise en chantier d'un vaste programme de construction de logements populaires.

- Lundi 28 avril 2008 : la Lufthansa annonce qu'à partir de 2009, sa filiale Air Dolomiti positionnera six avions à l'aéroport de Milan-Malpensa pour assurer des vols européens.

- Mercredi 30 avril 2008 :
  - Avant de quitter son poste, le vice-ministre des Finances du gouvernement sortant, Vincenzo Visco, a fait mettre en ligne sur le site du ministère, les déclarations d'impôts de quelque 40 millions de contribuables italiens. Le site a été fermé au bout de quelques heures, mais le quotidien La Stampa a eu le temps de télécharger plusieurs listes et a publié dès le lendemain le palmarès des plus gros contribuables du pays et des personnalités.
  - Deux coups de mortiers sont tirés contre l'ambassade d'Italie à Sanaa. L'attentat est revendiqué par al-Qaïda en réaction contre la nomination possible de Roberto Calderoli (Ligue du Nord), un populiste antimusulman, à un poste ministériel dans le nouveau gouvernement italien.

### Mai 2008
- Vendredi 2 mai 2008 :

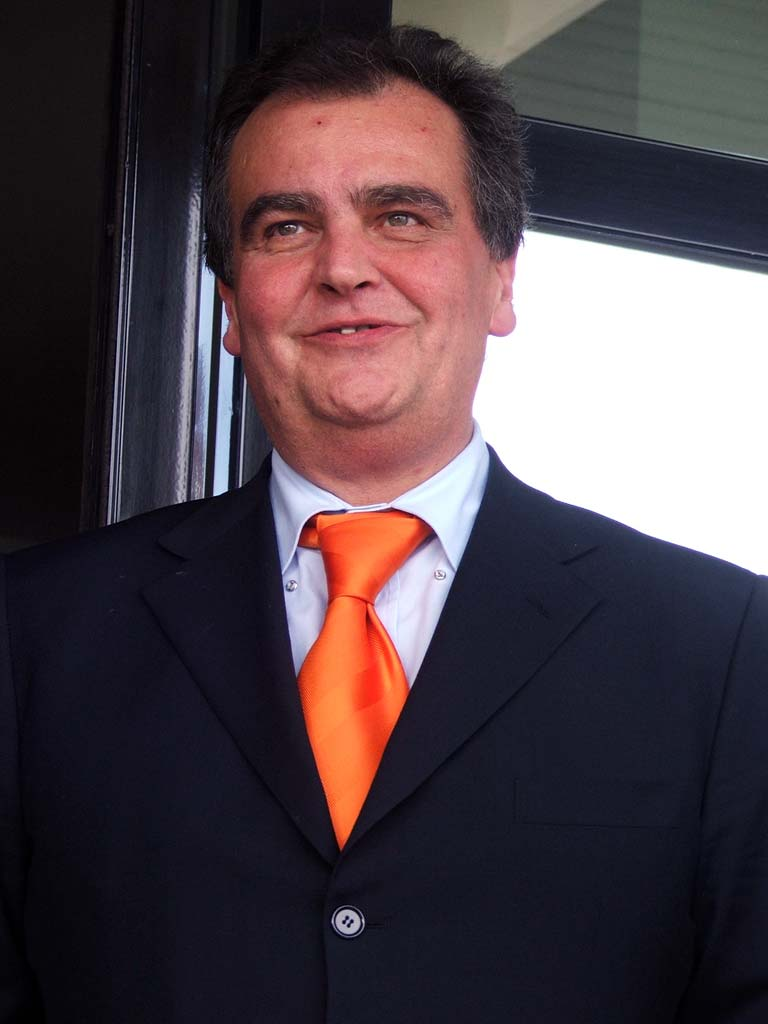
Roberto Calderoli
(mars 2008)

  - Le fils du Guide libyen, Saïf al-Islam Kadhafi tente d'empêcher le nomination du populiste antimusulman, Roberto Calderoli (Ligue du Nord), à un poste ministériel, en menaçant l'Italie de « répercussions catastrophiques ». Il rend ce dernier responsable des onze morts lors de la fusillade du 17 février 2006 à Benghazi. La police libyenne avait tiré pour protéger le consul d'Italie menacé de lynchage à la suite de la provocation du ministre qui s'était exhibé deux jours auparavant avec un t-shirt reproduisant un des dessins hostiles au prophète Mahomet.
  - Signature d'un compromis entre Parmalat et plusieurs milliers d'investisseurs étrangers, porteurs de 10,5 millions de ces anciennes actions et obligations américaines. Cet accord conclu à New York représente une valeur de 23,5 millions d'euros.

- Mardi 6 mai 2008 : mort du jeune de Vérone passé à tabac le 1er mai par un groupe de cinq néofascistes en plein centre-ville et transporté dans le coma à l'hôpital.

- Mercredi 7 mai 2008 : le président de la République, Giorgio Napolitano, après avoir mené les traditionnelles consultations nécessaires à la formation d'un gouvernement, nomme Silvio Berlusconi président du Conseil des ministres : ce dernier se trouve chargé, par le chef de l'État, de former un gouvernement. Le jour-même, le chef du gouvernement présente la liste des ministres et ministres sans portefeuille nommés.

- Jeudi 8 mai 2008 : le président du Conseil, Silvio Berlusconi, comme les membres de son quatrième gouvernement, prêtent serment au palais présidentiel du Quirinal, devant le président Napolitano.

- Lundi 13 mai 2008 :
  - Le chef du gouvernement Silvio Berlusconi présente aux députés son programme de réformes pour lequel il est applaudi à 27 reprises; parmi ses priorités : le scandale des ordures ménagères de Naples, un plan pour combattre la délinquance étrangère et contrer l'immigration clandestine, le renforcement de la lutte contre la mafia, réduction de la pression fiscale sur les familles et les entreprises pour redonner du pouvoir d'achat, abolition de la taxe foncière sur la résidence principale, défiscalisation des heures supplémentaires travaillées, remise en ordre des comptes publics, protection des entreprises contre la concurrence déloyale, lutte accrue contre la fraude fiscale, relance de la natalité et promotion d'une culture de la vie et de l'enfant, lutte contre les causes matérielles de l'avortement, renforcement des pouvoirs de l'exécutif, refonte du Parlement, nouvelle loi électorale, instauration d'un fédéralisme fiscal solidaire, engagement militaire de l'Italie dans des missions de paix à l'étranger (Kosovo, Liban, Afghanistan), défense des intérêts italiens dans le cadre européen.
  - Le groupe Finmeccanica annonce le rachat de l'américain DRS Technologies pour 5,2 milliards de dollars (3,4 milliards €). Cet achat permet à Finmeccanica, déjà présent avec le constructeur d'hélicoptère AgustaWestland, de pénétrer le premier marché militaire du monde.
  - À Naples, à la suite de la tentative d'enlèvement d'un bébé de 17 mois par une jeune tzigane roumaine, des riverains ont attaqué dans la nuit le campement de Ponticelli et l'ont détruit à l'aide de cocktails Molotov. Une centaine de familles tziganes y vivait dans des baraques de bois et de tôles ondulées. Dans les jours suivants, une dizaine d'autres campements ont aussi été attaqués et incendiés.

- Jeudi 15 mai 2008 : vaste coup de filet de la police dans neuf régions. Quelque 400 délinquants étrangers, recherchés pour proxénétisme, trafic de stupéfiants et organisation d'immigration clandestine, ont été arrêtés. La plupart sont Roumains, Slaves ou Marocains. Il s'agit de la première opération dans le cadre de la nouvelle politique de « tolérance zéro » qu'il veut appliquer. Le ministre de l'intérieur Roberto Maroni annonce que son plan de sécurité sera présenté dès le premier conseil des ministres de mercredi à Naples.

- Vendredi 16 mai 2008 : le nouveau gouvernement est attendu sur sa capacité à résoudre la crise de ordures de Naples comme Silvio Berlusconi s'est engagé à le faire. Plus de cinquante mille tonnes jonchent les rues de la province napolitaine. Une seule décharge publique est encore en fonctionnement et sera saturée dès le mois d'août et l'unique incinérateur régional construit n'est pas encore en fonctionnement.

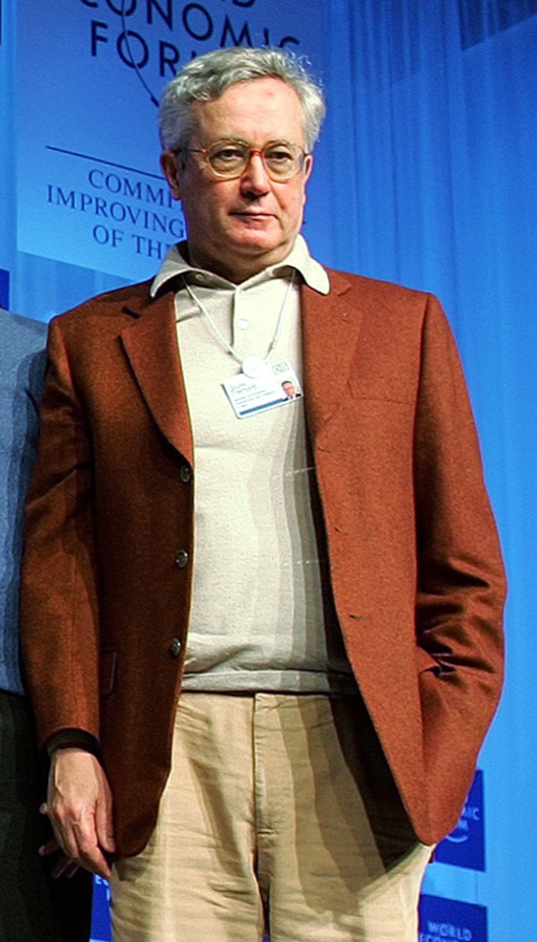
Giulio Tremonti
(2006)

- Mercredi 21 mai 2008 : premier conseil des ministres à Naples :
  - Le ministre de l'Économie et des Finances, Giulio Tremonti présente ses premières mesures fiscales : Défiscalisation des heures supplémentaires, abolition de l'impôt communal sur l'immobilier (taxe foncière).
  - La ministre de l'Innovation, Renato Brunetta promet de mener bataille contre le fléau de la fonction publique italienne, l'absentéisme, les mesures « contre ce qui ne foutent rien » pourront aller jusqu'au licenciement.
  - Le ministre de l'Intérieur Roberto Maroni présente ses mesures de lutte contre l'immigration (650 000 clandestins) en introduisant le délit d'immigration clandestine, assortie d'une peine de six mois à quatre ans de prison. Il propose aussi d'augmenter les peines criminelles les plus dures. Expulsion immédiate des immigrés ayant commis un délit, test ADN pour les regroupements familiaux, délai de deux ans de résidence avant de pouvoir se marier pour lutter contre les mariages de convenance. Les appartements et locaux loués à des immigrés clandestins à des loyers prohibitifs seront confisqués et leurs propriétaires seront passibles de six mois à trois ans de prison.
  - La résolution du problème des ordures de Naples avec la centralisation des efforts sous la responsabilité du Secrétaire d'État à l'Urgence, Guido Bertolaso, et l'intervention de l'armée pour protéger les décharges. Le gouvernement se donne cent jours pour déblayer Naples de ses quelque 50 000 tonnes d'ordures ménagères et trois ans pour construire les structures adéquates. Cinq zones d'intérêt stratégique national, protégées par l'armée seront créées et quatre incinérateurs régionaux seront construits. Toute personne qui fera obstruction sera passible de trois mois à un an de prison et de un à cinq ans de prison sont prévus pour ceux qui organiseront des manifestations. De lourdes amendes sont prévues pour les communes qui n'auront pas atteints les objectifs de ramassage à la fin de l'année.
  - Nouvelles mesures fiscales pour augmenter le pouvoir d'achat des familles (3 à 5 milliards €).

- Jeudi 22 mai 2008 : le ministre du développement économique, Claudio Scajola annonce, devant l'assemblée générale de la Confindustria, la relance du nucléaire. D'ici cinq ans la construction de plusieurs centrales sera démarrée. Enel se dit "prêt techniquement" à construire une centrale nucléaire qui pourrait être opérationnelle autour de 2015.

- Vendredi 23 mai 2008 :
  - Les premiers chargements d'ordures de la Campanie arrivent pour destruction en Allemagne.
  - Un des chefs de la mafia calabraise, la Ndranghetta est arrêté. Il est soupçonné d'avoir commandité l'assassinat de six italiens en Allemagne.

### Juin 2008
- Lundi 2 juin 2008 : Michel Orsi, le principal témoin à charge dans le procès en appel, contre la Camorra, dit « Spartacus », qui doit s'ouvrir lundi 8 juin, est abattu. Ce maxiprocès contre le clan Canalesi est aussi important que celui qui avait permis démanteler Cosa Nostra en 1989. Depuis l'année dernière, plusieurs témoins essentiels ont été abattus ce qui montre que la Camorra est parti en guerre contre les repentis. Parmi les derniers en date, "Domenico Noviello" (16 mai), qui s'était rebellé en 2001 contre le racket dont il faisait l'objet, "Umberto Bidognetti" (mai), le père d'un cousin du boss Francesco Bidognetti. Un autre boss très important, Abbinante Guido a été arrêté en mai dans une clinique près de Naples.

- Mardi 3 juin 2008 : le président français Nicolas Sarkozy rencontre le président du Conseil Silvio Berlusconi. Les entretiens ont porté sur la lutte contre l'immigration clandestine, sur la protection de l'agriculture, sur le redémarrage du nucléaire civil en Italie banni depuis 1987, sur le projet d'Union pour la Méditerranée, sur l'entrée de l'Italie dans le groupe des négociateurs avec l'Iran, sur la reprise d'Alitalia, et sur les travaux le la ligne Lyon-Turin.

- Vendredi 6 juin 2008 : la police italienne lors d'une vaste opération contre le clan Cava, arrête 38 membres présumés de la Camorra (mafia napolitaine) à Avellino et saisie des biens pour une valeur d'environ 160 millions d'euros.

- Samedi 7 juin 2008 : mort à Rome du réalisateur Dino Risi (91 ans).

- Lundi 9 juin 2008 : un projet de loi de Silvio Berlusconi voulant restreindre les écoutes téléphoniques aux seuls cas de lutte contre le terrorisme, la mafia et la pédomanie, suscite une vaste polémique dans le pays où 80 000 écoutes ont été autorisées par la justice en 2007. Actuellement[Quand ?] ces écoutes concernent un champ très vaste couvrant les grandes affaires criminelles, la petite délinquance, les délits passionnels, les relations d'affaires et les délits contre l'administration. En moyenne, une écoute dure entre 15 et 40 jours. Un autre projet de loi permettrait de faire patrouiller l'armée dans les grandes villes.

- Jeudi 12 juin 2008 : le président américain George W. Bush est en Italie dans le cadre de sa tournée diplomatique d'adieu (12-13 juin). Le 13, il est reçu au Vatican par le pape Benoît XVI.

- Lundi 16 juin 2008 : après un mois et demi de chasse aux vendeurs à la sauvette de lunettes, de montres et de sacs contrefaits, la mairie de Venise, dirigée par le philosophe de gauche, membre du Parti démocrate, Massimo Cacciari, annonce avoir confisqué plus de vingt mille objets.

- Mardi 17 juin 2008 : verdict historique dans le procès en appel du clan des Casalesi (procès « Spartacus ») une des plus puissantes branches de la Camorra. Le 15 septembre 2005, quelque 95 personnes avaient été condamnés à une peine globale de sept siècles de prison. La Cour d'appel condamne 21 d'entre elles à la réclusion criminelle à perpétuité.

- Mardi 18 juin 2008 : le Conseil des ministres approuve un projet de rigueur prévoyant 34,8 milliards d'euros d'économies budgétaires d'ici 2011 : 13 milliards en 2009, 7,1 milliards en 2010 et 14,6 milliards de 2011. En 2009 3 milliards d'euros d'économie viendront de taxes sur les bénéfices des banques et des compagnies pétrolières et 9 milliards de réductions de la dépense publique, notamment la santé, quelque 100 000 contrats seront supprimés dans les écoles, l'absentéisme sera rigoureusement pourchassé et les fraudeurs licenciés, les collectivités faisant double emploi seront supprimées.

- Jeudi 19 juin 2008 : 
  - La cour d'assises de Naples confirme dans le cadre du procès « Spartacus » les seize peines de réclusion à perpétuité contre les chefs de la famille Casalesi, le clan le plus puissant de la Camorra.
  - L'équipe de football d'Italie bât celle de France en quart de finale de l'Euro 2008 à Zurich, par 2 à 0 aux tirs au but.

- Jeudi 26 juin 2008 : UniCredit réorganise ses implantations en Europe, en supprimant 9 000 postes en Italie, en Allemagne et en Autriche, et en créant 11 500 postes en Europe centrale et de l'Est.
- Vendredi 27 juin 2008 : l'hebdomadaire L'Espresso publie des morceaux choisis des procès-verbaux des écoutes téléphoniques ordonnés en octobre 2007 par le parquet de Naples et concernant des conversations privées dans lesquelles apparaît Silvio Berlusconi.

### Juillet 2008
- Lundi 18 juillet 2008 : la police arrête dans la région de Rome un membre influent de la Camorra napolitaine, Adriano Graziano, surnommé « il professore ». Il était recherché pour association de malfaiteurs dans de nombreuses affaires de meurtres et extorsion de fonds.

### Septembre 2008
- Lundi 15 septembre 2008 : depuis janvier, 24 241 immigrés irréguliers sont arrivés en Italie du sud par la mer soit une augmentation de 71 % sur la même période de 2007.
- Jeudi 18 septembre 2008 : en Campanie, deux fusillades font 7 morts et 1 blessé grave à Castelvolturno (Caserte); 6 immigrés africains sont abattus dans la première fusillade qui fait également 1 blessé grave. Les tueurs appartiennent vraisemblablement à un puissant clan de la Camorra[4],[5].

### Octobre 2008
- Jeudi 2 octobre 2008 : mise en service de la ligne ferroviaire à grande vitesse Milan - Bologne
- Dimanche 26 octobre 2008 : mort du franciscain Michele Piccirillo (63 ans), archéologue, épigraphiste, byzantiniste de réputation mondiale, professeur de géographie biblique au Studium Biblicum Franciscanum de Jérusalem[6].

### Novembre 2008

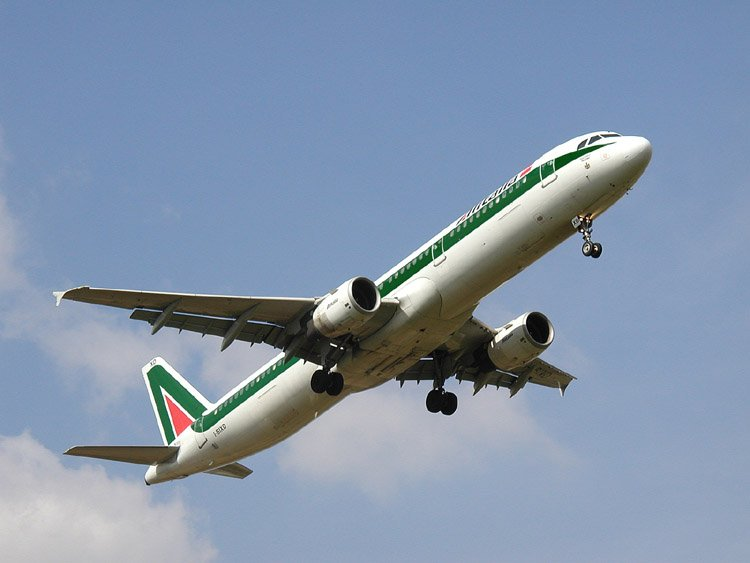
Avion Alitalia en train d'atterrir à Heathrow

- Vendredi 7 novembre 2008 : mort de l'homme politique italien Domenico Leccisi (88 ans). Député du Mouvement social italien (MSI) de 1953 à 1963, conseiller municipal de Milan, il milita toute sa vie dans les mouvements fascistes et néofascistes[7].
- Lundi 17 novembre 2008 : les dettes d'Alitalia se monteraient à 2,3 milliards d'euros.
- Mardi 18 novembre 2008 : 
  - Alitalia annonce la suppression d'une centaine de vols par jour, sur les 600 quotidiens, jusqu'à fin novembre, à cause de la grève du zèle menée par les pilotes et les hôtesse de l'air.
  - 700 millions d'euros de biens immobiliers et mobiliers appartenant au chef mafieux Giuseppe Grigoli sont saisis par le tribunal de Trapani (Sicile). Grigoli, poursuivi pour complicité d'association mafieuse, serait le « caissier » du chef mafieux Matteo Messina Denaro, en fuite.
- Vendredi 28 novembre 2008 : Les autorités brésiliennes ont refusé d'accorder au l'ex-militant d'extrême gauche, Cesare Battisti le statut de réfugié politique ce qui ouvre la voie à sa prochaine extradition vers l'Italie où il est condamné à la prison à perpétuité par contumace dans son pays pour l'assassinat de quatre personnes entre 1977 et 1979. Il avait quitté clandestinement la France où il s'était réfugié pendant de nombreuses années, peu avant que la justice française ne donne le feu vert à son extradition vers l'Italie en octobre 2004[8].

### Décembre 2008
- Mardi 2 décembre 2008 : 
  - Le président du Conseil Silvio Berlusconi est en visite à Tirana pour rencontrer le Premier ministre albanais Sali Berisha et assister à la signature de six importants accords économiques pour plus de deux milliards d'euros : une unité de regazéification de gaz naturel liquéfié, un pipeline sous-marin, un parc éolien et un câble électrique sous-marin reliant l'Albanie à l'Italie, une cimenterie et un tronçon de route.
  - Le président du Conseil, Silvio Berlusconi, en pleine polémique sur le doublement de la TVA pour la télévision par satellite et accusé de conflit d'intérêts après l'adoption par son gouvernement d'une mesure doublant la TVA sur les abonnements pour la télévision satellitaire, lance une attaque virulente contre la gauche et des responsables de quotidiens, estimant qu'ils devraient avoir « honte » et « changer de métier ».

- Samedi 6 décembre 2008 : le maire de Florence, Leonardo Domenici est soupçonné de corruption concernant les projets de construction d'un quartier de la ville et celui d'un stade de football. Il clame son innocence.

- Mardi 9 décembre 2008 : le patron de Fiat Sergio Marchionne dresse un sombre tableau de l'industrie automobile et explique que la seule solution est une forte consolidation au sein du secteur. Le groupe automobile Fiat pourrait lier une alliance dans les deux ans avec un constructeur européen et le scénario le plus probable est un rapprochement avec le français PSA[9].

- Mercredi 10 décembre 2008 : le pays après deux trimestres consécutifs de décroissance, est entré officiellement en récession au troisième trimestre, avec un recul du PIB de 0,5 %.

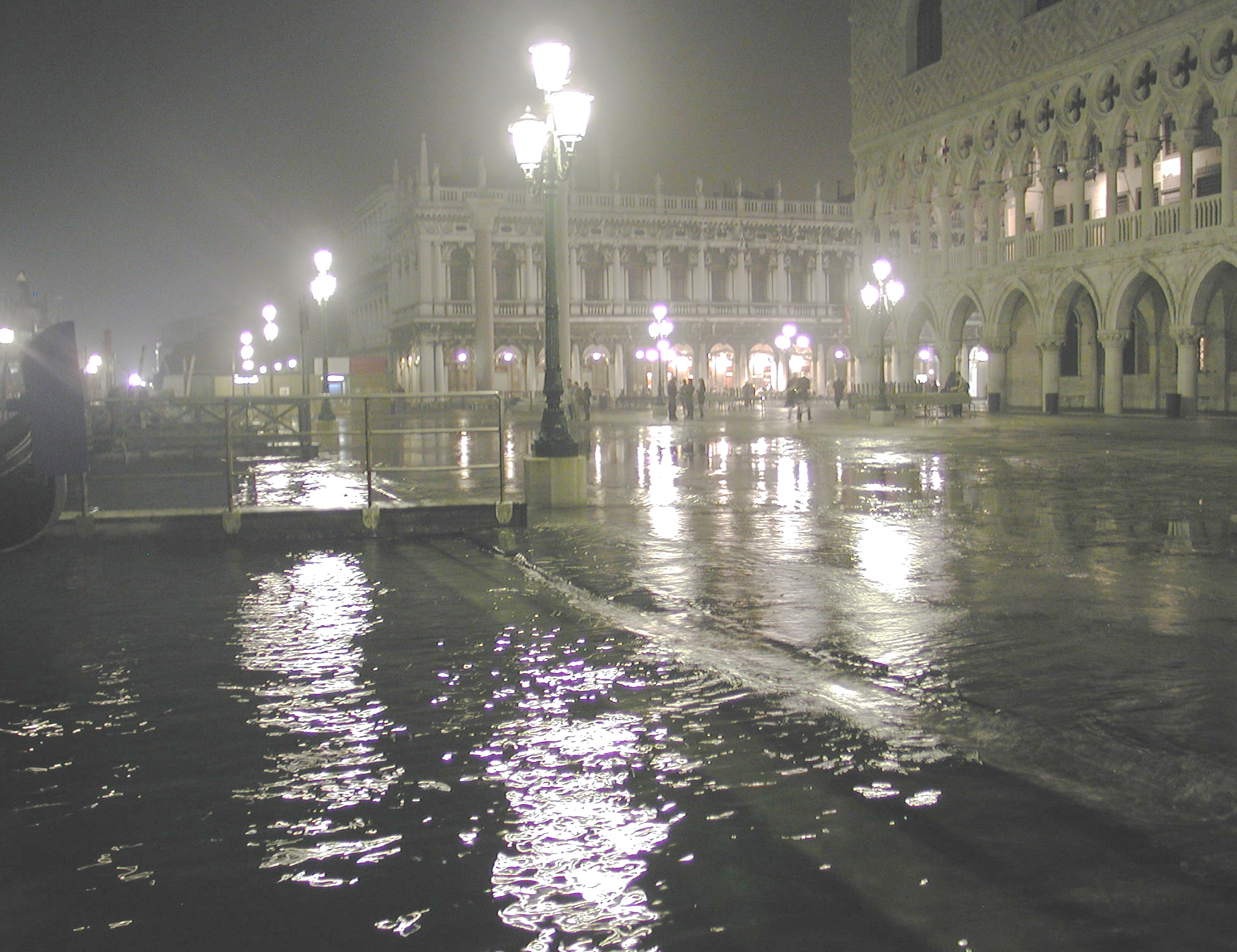
Venise sous les inondations
(2005)

- Vendredi 12 décembre 2008 : les pluies diluviennes qui affectaient une grande partie de l'Italie ces derniers jours ont fait 4 morts et de nombreux dégâts. À Rome, le niveau du Tibre est monté de cinq mètres au cours des deux derniers jours. À Venise, l'eau recouvre les parties basses de la ville dont la célèbre place Saint-Marc.

- Lundi 15 décembre 2008 : la banque UniCredit, première banque du pays, annonce qu'elle est exposée à hauteur d'« environ 75 millions d'euros », dans le cadre de l'escroquerie du gérant de fonds américain Bernard Madoff.

- Mardi 16 décembre 2008 : le groupe français d'ameublement Conforama va fermer quatre magasins sur 19 et supprimer 430 emplois sur 2 200 en Italie en raison de la crise économique.

- Mercredi 17 décembre 2008 : une famille mafieuse du quartier de Porta Nuova à Palerme est démantelée et se solde par l'arrestation d'une centaine de personnes. Le parrain se pend dans sa cellule quelques heures après son arrestation.

- Jeudi 18 décembre 2008 : 
  - Un séisme de magnitude 5,0 sur l'échelle ouverte de Richter, s'est produit à 40 km au large de la Calabre (commune de Paola). L'épicentre a été localisé en mer à 220 km de profondeur.
  - Le fondateur de Parmalat, Calisto Tanzi est condamné à 10 ans de prison pour des chefs — agiotage, falsification de comptes et entrave à l'action des autorités — découlant de la faillite du géant de l'agroalimentaire italien en 2003 et qui s'était effondré sous le poids de 14 milliards de dettes. Sept autres personnes, dont trois anciens employés de la Bank of America, ont été acquittées[10].

- Samedi 20 décembre 2008 : le président du Conseil Silvio Berlusconi se déclare convaincu « qu'un régime présidentiel serait la formule constitutionnelle qui pourrait apporter les meilleurs résultats au pays », mais la Ligue du Nord est totalement opposée à cette réforme, la jugeant « impensable en ce moment ».

- Lundi 22 décembre 2008 : 
  - Selon le ministre de l'Intérieur Roberto Maroni, environ 4 milliards d'euros de biens immobiliers et mobiliers, d'entreprises et de biens financiers, appartenant à la mafia ont été saisis en 2008, soit plus du triple par rapport à l'année précédente : « L'important est que nous ayons réussi à séparer le sort du mafieux de celui de son patrimoine. Avant, si le mafieux arrêté décédait, son patrimoine revenait à ses héritiers. Maintenant, il demeure saisi et continue à faire partie du patrimoine public »[11].
  - Dans le cadre du lancement de la nouvelle compagnie aérienne, Alitalia a officiellement mis en vente 46 appareils. Grève sauvage du personnel d'Alitalia (bagagistes et personnel d'entretien) qui a cloué des dizaines de vols au sol.

- Mardi 23 décembre 2008 : 
  - Antoine Bernheim, président du groupe d'assurance Generali, annonce que les deux principaux objectifs stratégiques du groupe sont désormais la Chine et la Russie. Dans cette perspective, l'assureur serait intéressé par une reprise des actifs du géant américain AIG en Chine.
  - Un séisme de magnitude 5,2 sur l'échelle ouverte de Richter, s'est dans le nord du pays. L'épicentre a été localisé dans la région d'Émilie-Romagne, entre Parme et Reggio d'Émilie.

- Vendredi 26 décembre 2008 : 
  - Dans la nuit sont arrivés sur l'île italienne de Lampedusa environ 650 immigrés clandestins à bord de trois embarcations qui avaient été repérées la veille.
  - Selon l'Association nationale des magistrats, principal syndicat de magistrats, la corruption est aujourd'hui plus « répandue » qu'à l'époque de « Tangentopoli », le système de pots-de-vin régnant dans le monde politique qui a donné lieu à l'opération judiciaire « Mani pulite » dans les années 1990. « La corruption est plus diffuse, davantage hors de contrôle. Celle de Tangentopoli était une corruption dirigée par les partis », alors que celle d'aujourd'hui est conduite par « des chefs d'entreprise qui sont plus forts d'une certaine façon que les politiques ».

- Mercredi 31 décembre 2008 : 
  - Premier refoulement direct de candidats irréguliers à l'immigration; 38 Égyptiens ont été mis dans un charter, à Lampedusa en destination du Caire. Depuis Noël, quelque 2 300 migrants illégaux sont arrivés par cette porte d'entrée de l'Europe que les trafiquants d'êtres humains privilégient, mais une majorité des nouveaux arrivants « sont originaires d'Afrique du Nord, Tunisie et Maroc ». Au total, 36 900 immigrés irréguliers sont arrivés en Italie du sud par la mer soit une augmentation de 80 % sur 2007. Tous les clandestins sont dirigés vers le centre de premier accueil de Lampedusa, mais ne restent que très peu de jours dans l'île car ils sont ensuite dirigés vers les autres centres de rétention où les autorités statuent sur leur sort.
  - Des centaines d'Italiennes de la région de Naples ont décidé de refuser de faire l'amour avec leur compagnon — Se spari, niente sesso (Si tu fais exploser des pétards, pas de sexe) — dans la nuit du 31 décembre s'il faisait exploser pétards et feux de bengale artisanaux. Cette tradition très prisée, des pétards et des tirs d'armes à feu a fait un mort et 473 blessés dans la nuit du 31 décembre 2007, tandis que les forces de l'ordre avaient saisi 146 tonnes de matériel pyrotechnique illégal les semaines précédant le Nouvel An[12].

## Culture

### Cinéma

#### Films italiens sortis en 2008
- 28 mai : Il divo, film de Paolo Sorrentino.
- 2 septembre : Pranzo di ferragosto (Le Déjeuner du 15 août), film réalisé par Gianni Di Gregorio

#### Autres films sortis en Italie en 2008
- 3 octobre : Zohan - Tutte le donne vengono al pettine (Rien que pour vos cheveux), film américain réalisé par Dennis Dugan

#### Mostra de Venise
- Lion d'or pour la carrière : Ermanno Olmi
- Lion d'or : The Wrestler de Darren Aronofsky
- Coupe Volpi pour la meilleure interprétation féminine : Dominique Blanc pour L'Autre de Pierre Trividic & Patrick Mario Bernard
- Coupe Volpi pour la meilleure interprétation masculine : Silvio Orlando pour Il papà di Giovanna de Pupi Avati

### Littérature

#### Livres parus en 2008
- Umberto Eco, Storia della bellezza (Histoire de la beauté)
- Paolo Giordano, La solitudine dei numeri primi (La Solitude des nombres premiers) (Mondadori)

#### Prix et récompenses
- Prix Strega : Paolo Giordano, La solitudine dei numeri primi (Mondadori)
- Prix Bagutta : Andrej Longo Dieci (Adelphi)
- Prix Bancarella : Valerio Massimo Manfredi, L'Armée perdue
- Prix Campiello : Benedetta Cibrario, Rossovermiglio
- Prix Campiello de la première œuvre : Paolo Giordano, La solitudine dei numeri primi (Mondadori)
- Prix Napoli : Diego De Silva, Non Diego avevo capito niente (Einaudi)
- Prix Stresa : Andrea Fazioli - L'uomo senza casa - (Guanda)
- Prix Viareggio :
  - Roman : Francesca Sanvitale, L'inizio è in autunno
  - Essai : Miguel Gotor, Aldo Moro. Lettere dalla prigionia
  - Poésie : Eugenio De Signoribus, Poesie. (1976 - 2007)
  - Première œuvre : non attribué.

## Décès en 2008
- 21 janvier : Lorenzo Bettini, 77 ans, footballeur. (° 15 janvier 1931)
- 28 mars : Valentino Fois, 34 ans, coureur cycliste.  (° 23 septembre 1973)
- 4 avril : Franco Bettoli, 65 ans, président d'Emmaüs International de 1988 à 1999. (° 3 janvier 1943)
- 7 juin : Dino Risi, 91 ans, réalisateur. (° 23 décembre 1916)

#### Articles sur l'année 2008 en Italie
- Gouvernement Silvio Berlusconi IV
- Élections générales italiennes de 2008
- Élections régionales italiennes de 2008
- Loi Alfano

#### L'année sportive 2008 en Italie
- Championnats du monde de cyclisme sur route 2008
- Championnats du monde de descente (canoë-kayak) 2008
- Championnats du monde de cyclo-cross 2008
- Championnats du monde de duathlon 2008
- Championnat d'Italie de football 2007-2008
- Championnat d'Italie de football 2008-2009
- Supercoupe d'Italie de football 2008
- Championnat d'Italie de rugby à XV 2007-2008
- Championnat d'Italie de rugby à XV 2008-2009
- Championnat d'Italie de combiné nordique 2008
- Grand Prix automobile d'Italie 2008
- Milan-San Remo 2008
- Tour d'Italie 2008
- Masters de Rome 2008

#### L'année 2008 dans le reste du monde
- 2008 par pays en Afrique
- 2008 par pays en Amérique, 2008 aux États-Unis
- 2008 par pays en Asie, 2008 en Chine
- 2008 par pays en Europe, 2008 dans l'Union européenne, 2008 en France, 2008 en Suisse
- 2008 par pays en Océanie
- 2008 par pays au Proche-Orient
- 2008 aux Nations unies